# Lamus w Latoszynie
Lamus w Latoszynie – zabytkowy lamus (dawniej wieża mieszkalna) z końca XVI w., obecnie w granicach Dębicy. Znajduje się w obrębie zespołu dworskiego w Latoszynie. Murowany, piętrowy, na planie prostokąta.